# Commission Peel
Pour les articles homonymes, voir Peel.

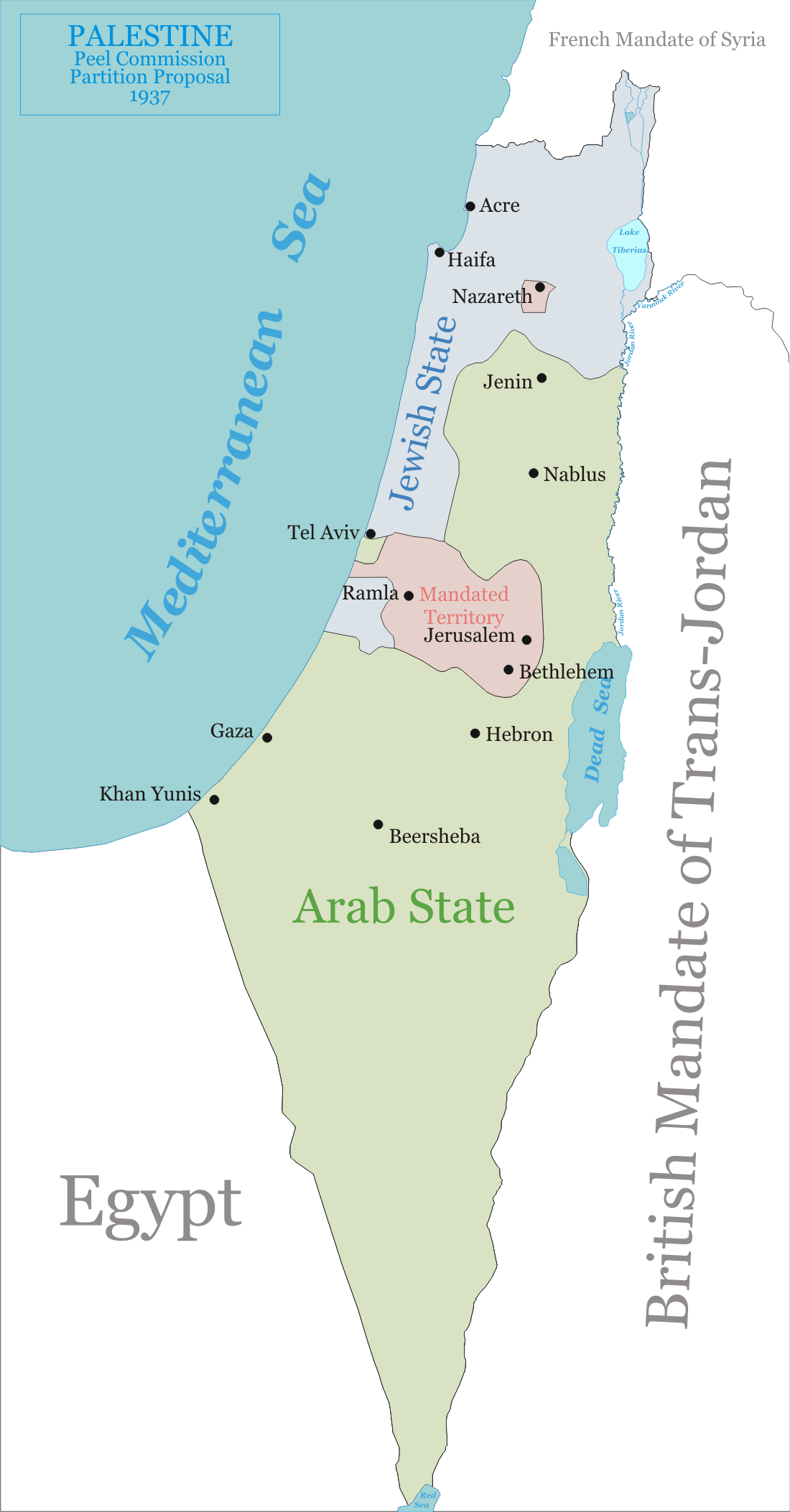
Le projet de partage de la Palestine selon la commission Peel

La Commission Peel dont le nom formel est Commission royale pour la Palestine, était une commission d'enquête britannique mise en place en 1936 afin de proposer des modifications au mandat britannique en Palestine à la suite du déclenchement de la Grande Révolte arabe. Elle était dirigée par Lord William Peel.
Le 11 novembre 1936, la commission débarque en Palestine pour enquêter sur les raisons de la révolte. Elle en repart pour l'Angleterre le 18 janvier 1937. Le 7 juillet 1937, elle recommande que le Mandat soit à terme aboli — à l'exception d'un "corridor" autour de Jérusalem, et s'étirant jusqu'à la côte de la Méditerranée au sud de Jaffa — et que les territoires sous son autorité soient répartis entre un État Arabe et un État Juif.
Les responsables modérés arabes et juifs acceptent le plan à contrecœur, leurs deux communautés restant extrêmement divisées.
En 1938, la Commission Woodhead est chargée d'examiner les détails du plan de la Commission Peel, et de faire des recommandations pour sa mise en œuvre. Le manque d'enthousiasme de tous fera finalement échouer le projet (novembre 1938). Mais le gouvernement britannique continuera à chercher une solution, ce qui aboutira à la publication en mai 1939 d'un nouveau "livre blanc" très défavorable au mouvement sioniste.